# 魏廷瑜
魏廷瑜（?—?），直隶人，清朝政治人物。举人出身。
嘉庆11年（1806年），擔任清朝遵义府婺川縣知縣。后由龍維祚接任。